# Инабуи
Инабуи ((валл. Inabwy) - это современная форма имён Юнабуи и Юнапейюс (лат. Iunapeius), которые встречаются в Книге Лландафа, известен также, как Юнабо (англ. Junabo); родился около 530 года — умер в конце VI века) — фигурирует в традиционном списке епископов Лландава. Фактически, он считается Святым и, возможно, был 7-м епископом Эргинга.

## Биография
Инабуи был сыном Рина, чьими родителями были Энеас Ледевиг и святая Гвен Тейрброн. В юности он стал последователем своего двоюродного брата (вероятно, по материнской линии) святого Дубриция, который был несколько старше его. Он присоединился к святому Тейло по возвращении из Бретани и, в конце концов, в конце своей жизни стал епископом Эргинга.
В Книге Лландава (хартия 72a) написано:
«Peipiau rex filius Erb largitus est Mainaur Garth Benni ... Deo et Dubricio ... et Iunapeio consobrino suo ...».
Основное значение "consobrinus" - «сын сестры», и "suo" должно относиться к субъекту приговора, то есть к Пейбио. Таким образом, буквальное значение состоит в том, что Инабуи был сыном сестры Пейбио. Но "consobrinus" может также означать «двоюродный брат», а "suo" может относиться к Дубрицию, так что Инабуи был, возможно, двоюродным братом Пейбио или Дубриция. Другой источник называет его двоюродным братом Дубриция. По мнению Питера Бартрума, Инабуи, как племянник Пейбио, кажется наиболее вероятным вариантом.
Инабуи числится учеником Дубриция. Некоторые хартии, в которых он фигурирует, не представляют его как епископа. Однако в хартиях: 72a, 72b, 73a, 73b и 76a; ошибочно упоминается в качестве епископа, совместно с Дубрицием. В другой (163a), с епископом Элвистлом. Есть две хартии, в которых Инабуи упоминается в качестве епископа. Это были дары Гургана ап Кинфина, короля Эргинга. По мнению Вэнди Дэвис первые хартии можно датировать 20-летним периодом, а те, когда он был епископом, - спустя 25 лет. Он фигурирует совместно с епископом Дубрицием, Элвистлом и Уфелвиу, во времена правления Пейбио Прокаженного, затем с епископом Элвистлом во времена правлений Пейбио и его сыновей Кинфина и Гвидги, не упоминается при Айдане (младший брат Гильдаса), чьё епископство приходилось на правление Кинфина, и при Уфелви, чьё епископство приходилось на правление Гурводу Старого и Мейрига. Инабуи упоминается в качестве епископа, совместно с аббатом Комерегом, настоятелем Махроса, в годы правления Гургана ап Кинфина. Упоминается также ещё раз при короле Гургане ап Кинвине, и его сыновьях Моргане и Карадоге.
Основанные им церкви в Эргинге, записанные в Книге Лландава, были: Ланн Лоуде, ныне Уэлш Ньютон, Ланн Будгуалан, ныне Баллингхэм, посвященная Дубрицию и Ланн Иунабуи, ныне Лландинабо. В последнем упомянутом месте его звали Динабо (Тай-Инабо). Согласно "Жизни Тейло" в Книге Лландафа, Инабуи был одним из учеников Дубриция, которые присоединились к святому Тейло, после возвращения из Бретани. Однако этого не было в более ранней версии "Жизни", и это может быть отклонено в достоверности.